# دبيق لبناني
الدبيق اللبناني (باللاتينية: Bupleurum libanoticum) نوع نباتي ينتمي إلى جنس الدبيق من الفصيلة الخيمية.

## الموئل والانتشار
موطن هذا النوع بلاد الشام وتركيا وبعض مناطق القوقاز.